# Antonio Schivardi
Antonio Schivardi (Ronco di Corteno, 2 ottobre 1910 – Santicolo, 14 agosto 1944) è stato un militare e partigiano italiano,  Medaglia d'oro al valor militare.

## Biografia
Nel 1935 partecipa alla guerra in Africa e nel 1940 viene trasferito in Albania; ritorna in Italia dopo la morte del fratello ed è assegnato all'ospedale militare di Brescia. Dopo l'Armistizio di Cassibile partecipa alla Resistenza e si aggrega alla divisione Fiamme Verdi "Tito Speri".

## Onorificenze
Nel 1944 gli viene conferita la Medaglia d'oro al valor militare

### Riconoscimenti
Oltre che nel suo paese natale in Valcamonica, gli sono state intitolate strade a Roma.